# Dorífor
|  | Per a altres significats, vegeu «Dorífor (desambiguació)». |

El Dorífor del Museu Arqueològic Nacional de Nàpols, còpia romana de marbre

El Dorífor (del grec δορυφόρος, doryphoros, 'el que porta la llança') és una escultura de Policlet, realitzada entre el 450 i el 445 aC, molt probablement una representació ideal del mític atleta o heroi, possiblement el jove Aquil·les.
Aquesta és l'obra exponencial del període clàssic grec i una de les més importants de l'autor. Si comparéssim totes les obres de Policlet, com el Diadúmenos, veuríem l'evolució de l'artista i l'evolució de l'escultura grega.
El Dorífor, en l'imaginari col·lectiu, és l'encarnació del cànon clàssic. L'escultura aplica per primera vegada el sistema de proporcions ideal per a un cos i els estudiosos del tema no es van posar d'acord sobre quina n'era la mesura base. Les primeres teories diuen que era la falangeta del dit petit i, gràcies a aquesta, es podia fer un càlcul de totes les altres mesures del cos. Però Policlet, en El cànon, va deixar establert que l'altura total de la figura hauria de ser el seu cap multiplicat per 7. Es coneix com el cànon 1/7 i és la mesura acceptada com a cànon ideal. En aquesta estàtua, s'expressa l'harmonia entre les parts: Policlet aconsegueix crear una proporcionalitat i un dinamisme estructural en les cames i els braços, les espatlles i l'abdomen.
Es tracta d'un dels exemples més primerencs del contrapposto, que és alternatiu i creuat, utilitzat per a donar un lleu moviment que trenca la frontalitat, amb la cama dreta aguantada a terra i l'esquerra simulant un pas, amb només els dits del peu tocant a terra, el braç dret en repòs i l'esquerre doblegat per sostenir la llança, el tors i el cap lleugerament decantats a la dreta. En conclusió de les línies compositives, podem dir que Policlet trenca el concepte tradicional de simetria oposada.
D'aquesta obra, no se n'ha conservat l'original, de bronze, i només ha arribat fins a nosaltres en diverses còpies romanes de marbre (això vol dir que era molt admirada i té influència en el model per a representar els emperadors romans, per exemple: August de Prima Porta), entre les quals destaca la del Museu Arqueològic Nacional de Nàpols, de 212 cm d'alt, trobada al segle xvi a la Villa Aldobrandini de Frascati. Cal fer notar que les còpies de marbre afegeixen un tronc d'arbre darrere la cama dreta per aguantar el pes de l'estàtua, ja que es tracta d'un material molt més pesant que el bronze originari, i més si es té en compte que les estàtues de bronze eren buides. Aquesta i moltes altres obres de Policlet només es coneixen mitjançant còpies posteriors i fragments.
La funció d'aquesta escultura és decorativa; es creu que anava col·locada en un lloc públic o era un monument sepulcral o votiu. Policlet esculpeix figures d'atletes per encàrrec de les famílies benestants gregues.